# Wellington Hippodrom
Wellington Hippodrom (også Wellingtonrenbaan) er en hippodrom til hestevæddeløb i Oostende i Flandern i Belgien bygget i 1883 og opkaldt efter Arthur Wellesley, 1. hertug af Wellington.
På Wellington Hippodrom afvikles løb indenfor både trav og galop. Fra begyndelsen af juni er der løb hver mandag indtil september. 
Grand Prix Prince Rose, der blev afholdt årligt i juli på Nationale feestdag, var et af banens mere prominente løb for engelsk fuldblod. Løbet var tidligere kendt som Grand International d'Ostende, men blev omdøbt til ære for den store belgiske hest, Prince Rose.
På anlægget har der været afholdt koncerter med kunstnere som Michael Jackson (1997), David Bowie (2002) og Bon Jovi (2003) samt Verdensmesterskabet i terrænløb i 2001.
I 2004 blev banens midte bygget om til en golfbane kaldet Wellington Golf Oostende. Den indeholder 4 holder ud af i alt 9. Golfbanen er lukket på løbsdage.
Kongelige Galleri i Ostend blev bygget for at forbinde banen til Leopold 2. af Belgiens villa, hvilket tillod kongen og hans gæster at bevæge sig mellem de to uden at blive generet af regn eller vind.
VM i cykelcross 2021 bliver kørt på banens område.

## Film optaget på Wellington Hippodrom
- 1996: Camping Cosmos instrueret af Jan Bucquoy (Jockey-sekvens)